# Sauvigney-lès-Gray
Sauvigney-lès-Gray település Franciaországban, Haute-Saône megyében. Lakosainak száma 97 fő (2022. január 1.). Sauvigney-lès-Gray Igny, Angirey, Beaujeu-Saint-Vallier-Pierrejux-et-Quitteur, Saint-Broing, Saint-Loup-Nantouard és Colombine községekkel határos.

## Népesség
A település népessége az elmúlt években az alábbi módon változott:
| Lakosok száma | 107  | 107  | 109  | 102  | 100  | 98   | 96   | 94   | 97   |
|               | 2013 | 2015 | 2016 | 2017 | 2018 | 2019 | 2020 | 2021 | 2022 |